# Повіт (Росія)

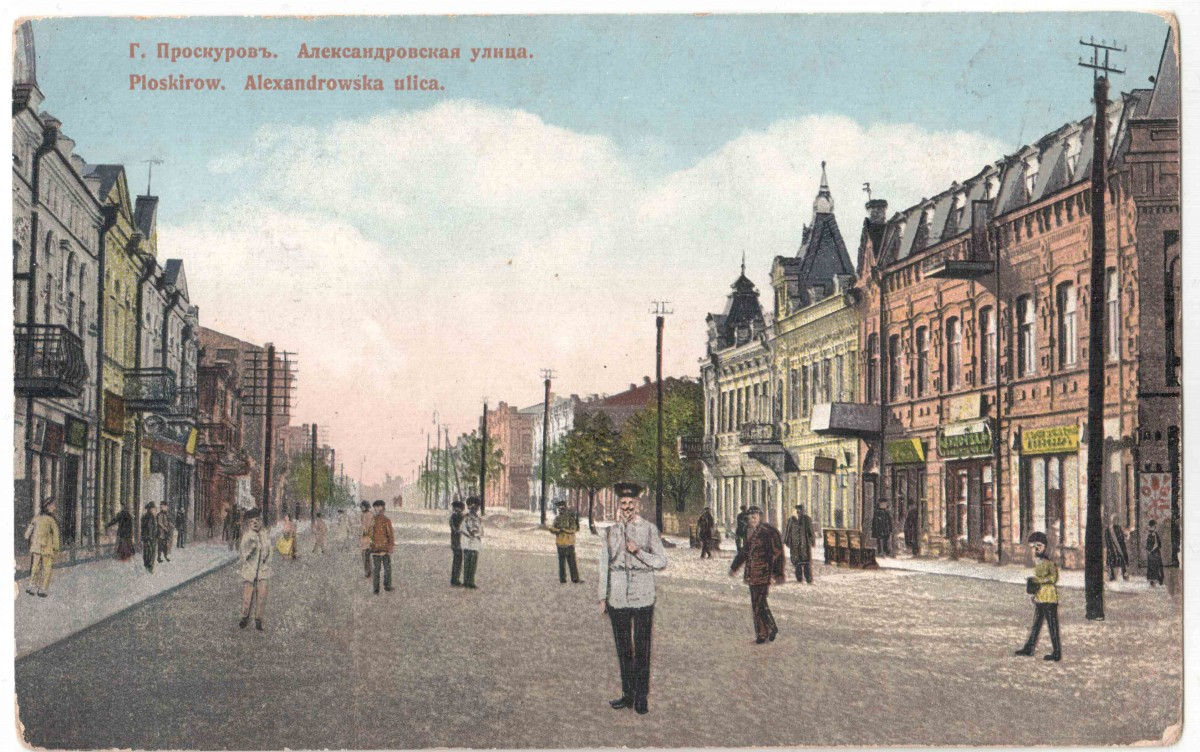
Повітове місто Проскурів, Олександрівська вулиця, початок ХХ століття

Пові́т д.-рус. ѹѣꙁдъ, рос. уезд, дореф. орт. уѣздъ) — адміністративно-територіальна одиниця Московського царства та з 1721 року Російської імперії.

## Уїзд
Вперше слово уїзд (староцерк.-слов. Ȣԑздъ)
згадується у уставні грамоті 30 вересня 1150 року.
И се єсми дал  землю в Погоновичох Моишин(ь)скȢю с(вя)тћи Б(огороди)ци и єп(и)ск(о)пȢ и ωзера Нимикорскаꙗ  и с сеножат(ь)ми, и Ȣєздъ кнѧж(ь), и на Сверковых лȢках сеножати и Ȣездъ кнѧж(ь), ωзеро Колодарское с(вя)тѣи Б(ого)родици.
Вважається, що слово слово «уезд» походить від законного об'їзду («уїзду») з метою встановлення його меж.
Уїзд включав місто і приєднані до нього волості. Керувався князівським намісником, а з початку XVII століття — воєводою, що виконував військові, адміністративні та судові функції.
За часів Великого князівства Литовського (ВКЛ) слово уїзд ще зрідка використовувалось, але  три слова для позначення адміністративних округів були «волость», «держава» і «повіт».
 Пізніше, з посиленням зв'язків ВКЛ з Польщею,  слово волость зникло, держава використовується не так часто, а в актах того часу повіт зустрічається найчастіше.

## Повіти Московії
Повіт — територія земельного угіддя в середньовічному Московському царстві. 
У XVI — XVII століттях відбувалося об'єднання повітів у великі адміністративні одиниці — розряди, які стали посередником між центральною владою і повітами і підготували створення на початку XVIII століття великих адміністративних одиниць — губерній.

### Повіти на кінець 17— початок 18 сторіччя
Список повітів Московського царства в кінці 17 і на початку 18 сторіччя, до введення московським царем Петром І поділу царства на губернії в 1708 році:
| Повіти Московського царства           |
| Алатирський повіт                     |
| Алексінський повіт                    |
| Арзамаський повіт                     |
| Балахнінський повіт                   |
| Бєжецький повіт                       |
| Бєлгородський повіт                   |
| Бєльовський повіт                     |
| Білозерський повіт                    |
| Болховський повіт                     |
| Боровський повіт                      |
| Брянський повіт,                      |
| Бєльський повіт                       |
| Вазький повіт                         |
| Великолуцький повіт                   |
| Великоустюзький повіт                 |
| Вєньовський повіт                     |
| Вєрейський повіт                      |
| Володимирський повіт                  |
| Вологодський повіт                    |
| Волоколамський повіт                  |
| Воронізький повіт                     |
| Воротинський повіт                    |
| Вяземський повіт                      |
| Галіцький повіт                       |
| Гороховецький повіт                   |
| Двінський (Архангелогородський) повіт |
| Дмитровський повіт                    |
| Дорогобузький повіт                   |
| Єлецький повіт                        |
| Єпіфанський повіт                     |
| Єфремовський повіт                    |
| Зубцовський повіт                     |
| Казанський повіт                      |
| Кайгородський повіт                   |
| Калузький повіт                       |
| Каргопольский повіт                   |
| Карачевський повіт                    |
| Касимовський повіт                    |
| Кашинський повіт                      |
| Каширський повіт                      |
| Кеврольський повіт                    |
| Кінєшемський повіт                    |
| Клінський повіт                       |
| Козельський повіт                     |
| Козловський повіт                     |
| Коломенський повіт                    |
| Кольський повіт                       |
| Костромський повіт                    |
| Котельнічеський повіт                 |
| Крапівенський повіт                   |
| Кромський повіт                       |
| Кунгурський повіт                     |
| Курмишський повіт                     |
| Курський повіт                        |
| Лівенський повіт                      |
| Ліхвінський повіт                     |
| Лушський повіт                        |
| Малоярославецький повіт               |
| Медінський повіт                      |
| Мєзенський повіт                      |
| Мещовський повіт                      |
| Можайський повіт                      |
| Мосальський повіт                     |
| Московський повіт                     |
| Муромський повіт                      |
| Мценський повіт                       |
| Нижньогородський повіт                |
| Новгородський повіт                   |
| Новоторзький повіт                    |
| Новосільський повіт                   |
| Новооскольський повіт                 |
| Обоянський повіт                      |
| Одоєвський повіт                      |
| Олонецький повіт                      |
| Орловський повіт                      |
| Орловський (Вятський) повіт           |
| Перемишльський повіт                  |
| Переславський повіт                   |
| Переяславський повіт                  |
| Пошехонський повіт                    |
| Пусторжевський повіт                  |
| Путивльський повіт                    |
| Ржевський повіт                       |
| Романовський повіт                    |
| Ростовський повіт                     |
| Рузький повіт                         |
| Рильський повіт                       |
| Рязанський повіт                      |
| Севський повіт                        |
| Серпейський повіт                     |
| Серпуховський повіт                   |
| Слободський повіт                     |
| Смоленський повіт                     |
| Солікамський повіт                    |
| Сольвичегодський повіт                |
| Старицький повіт                      |
| Старооскольский повіт                 |
| Староруський повіт                    |
| Суздальський повіт                    |
| Таруський повіт                       |
| Товариський повіт                     |
| Темниковський повіт                   |
| Торопецький повіт                     |
| Тотемський повіт                      |
| Углицький повіт                       |
| Уржумський повіт                      |
| Устьянські волості                    |
| Устюженський повіт                    |
| Уфимський повіт                       |
| Хлиновський повіт                     |
| Холмський повіт                       |
| Чарондська округа                     |
| Чердинський повіт                     |
| Чернський повіт                       |
| Шацький повіт                         |
| Шуйський повіт                        |
| Юр'євецький повіт                     |
| Юр'євський повіт                      |
| Яренський повіт                       |
| Ярославський повіт                    |

## Повіт в Російській імперії
Нижча адміністративна, судова і фіскальна одиниця в Російській імперії (з 1775 р.), а також в РРФСР та СРСР в перші роки після Жовтневого перевороту (до радянської адміністративної реформи) і в деяких інших країнах, що утворилися після розпаду Російської імперії, а потім і СРСР. Адміністративним центром повіту було повітове місто. Більшість повітів поділялося на волості.
З 1889 ділився на 4-5 земських дільниць на чолі з земським начальником. Поліцейсько-адміністративна влада в повіті здійснювалася справником.

## Повіт в XX столітті
У результаті адміністративної реформи в 1920-х повіт, як адміністративна категорія був скасований. Спочатку замість нього було утворено більшу округу, а потім її поділено ще й на дрібніші райони на всій території Росії.
У 1940-і роки розподіл на повіти застосовувався в Естонській, Латвійській та Молдавській РСР.